# Lapinsaari (ö i Finland, Norra Savolax, Norra Savolax, lat 63,65, long 26,64)
Lapinsaari är en ö i Finland. Den ligger i sjön Kiuruvesi och i kommunen Kiuruvesi i den ekonomiska regionen  Övre Savolax ekonomiska region  och landskapet Norra Savolax, i den centrala delen av landet, 400 km norr om huvudstaden Helsingfors. Öns area är 44,6 hektar och dess största längd är 1,4 kilometer i sydöst-nordvästlig riktning.